# Придаток яичка

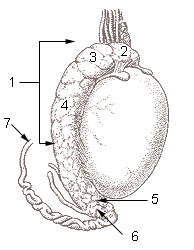
1: Придаток яичка
2: Головка придатка
3: Дольки придатка
4: Тело придатка
5: Хвост придатка
6: Проток придатка
7: Семявыносящий проток

Придаток яичка (эпидидимис, лат. epididymis) — парный орган мужской половой системы, служащий для созревания, накопления и продвижения сперматозоидов. 

## Строение
Представляет собой длинный узкий проток для проведения сперматозоидов, который многократно свёрнут в компактное вытянутое образование. Располагается в мошонке, сзади и сверху от яичка, к которому непосредственно примыкает. Длина протока придатка яичка 6—7 метров в развёрнутом состоянии и 6—7 см — в свёрнутом. Сперматозоиды попадают в придаток из канальцев яичка и продвигаются по протоку придатка в течение двух недель. Продвижение сперматозоидов по протоку пассивное, оно осуществляется с помощью биения ресничек эпителия, но не за счёт движения жгутиков сперматозоидов. По мере продвижения по протоку придатка сперматозоиды испытывают ряд преобразований, в результате которых приобретают оплодотворяющую способность. В хвостовой части придатка проток расширяется и образует утолщение, в этой части сперматозоиды скапливаются.

## Анатомия
В придатке яичка различают головку, тело и хвост. Головка придатка широкая, закругленная, выступает за верхний край яичка, состоит из 12—15 долек; иногда на головке имеется рудиментарное пузырьковидное образование — привесок придатка яичка (остаток мезонефрального протока). Тело придатка узкое, вытянутое, трёхгранное; хвост придатка продолжается семявыносящим протоком.
Придаток яичка покрыт влагалищной оболочкой яичка, формирующей между яичком и придатком щелевидную пазуху. Пазуха ограничена сверху и снизу связками придатка яичка.
Дольки придатка яичка впадают канальцами в проток придатка, имеющего извитой ход (в расправленном виде достигает 6—8 м в длину). Проток придатка в области его хвоста переходит в семявыносящий проток.

## Функция
Придаток яичка — андрогензависимый секреторный орган, т.е. его функциональная активность зависит от количества андрогенов в крови.
Служит для накопления и дозревания спермиев, которые приобретают способность двигаться и оплодотворять яйцеклетку. Низкое парциальное давление кислорода и отсутствие фруктозы препятствует активному метаболизму в спермиях и способствует длительному сохранению их жизнедеятельности.

## Иллюстрации

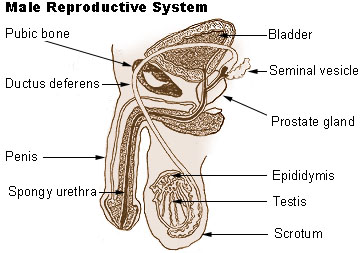
Мужская репродуктивная система
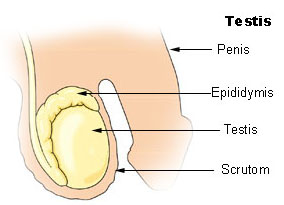
Яичко
Схематичное изображение поперечного среза яичка